# Die siebente Kugel
Die siebente Kugel (russisch Седьмая пуля) ist ein 1972 veröffentlichter sowjetischer Spielfilm des Regisseurs Ali Chamrajew. Der beim Studio Usbekfilm produzierte Film ist dem Genre der Eastern zuzuordnen.

## Handlung
Der Film handelt vom Kampf usbekischer und anderer zentralasiatischer Kommunisten gegen die Basmatschitruppen in den frühen 1920er Jahren. Diese, so die Darstellung im Film, terrorisieren die friedliche Bevölkerung während die kommunistischen Milizen in einem äußerst positiven Licht dargestellt werden.
Der Sowjetkommandeur Maksumow bemerkt, dass die meisten seiner Einheiten zu den überlegenen, konterrevolutionären Basmatschitruppen unter der Führung von Offizier Chairulla übergelaufen sind. Anfangs sieht die Lage für Maksumow daher hoffnungslos aus, es gelingt ihm aber schließlich durch List und Planung dennoch Chairullas Truppen zu besiegen, indem er dessen Männer davon überzeugt, dass Chairulla nicht in ihrem Interesse handelt. Im Finale des Films schlägt Maksumow seinen Widersacher in die Flucht. In seiner Waffe befindet sich zuletzt nur noch eine Kugel, die siebente Kugel.

## Produktion
Seine Kinopremiere feierte der Film am 30. April 1973 in Moskau. In der DDR lief er am 12. Juli 1974 in den Kinos an. Am 2. Januar 1976 lief der Film erstmals auf DFF 1 im Fernsehen der DDR. Am 10. März 1976 erfolgte im ZDF die Erstausstrahlung im bundesdeutschen Fernsehen. Der Film zählte zu den beliebtesten Titeln aus dem Genre der „Roten Westernfilme“.